# バキバキ☆ビート!Ⅱ
『バキバキ☆ビート!Ⅱ』は、2015年10月からサンテレビで放送されているバラエティ番組である。
リアルムとサンテレビの共同製作。

## 概要
メジャー音楽を扱ったり、メジャーアーティストゲスト迎えたりするが、主にクラブミュージックやDJを中心に番組を構成しており、DJコンテンツを扱っている日本唯一の番組である。『バキバキ☆ビート！Ⅱ』となってからは『夜遊びバラエティ』と幅を広げている。幅広い層から支持を集める関西の人気番組。関連イベントは常に盛況で、その様子を後日オンエアする特徴がある。毎年夏の番組関連イベントのカンパイKOBEでは数万人の集客をする。『バキバキ☆ビート！Ⅱ』の出演者を『バキバキ☆メンバー』、『バキバキ☆ファミリー』、『バキバキ☆DJオールスター』と呼称する。

### 放送時間の変遷
| 放送期間 | 放送期間 | 放送曜日             | 放送時間（JST）       |
| -------- | -------- | -------------------- | --------------------- |
| 2015.10  | 2016.03  | 水曜日（木曜日深夜） | 26:00 - 26:30（30分） |
| 2016.04  | 2017.03  | 水曜日（木曜日深夜） | 25:00 - 25:30（30分） |
| 2017.10  | 2018.01  | 日曜日（月曜日深夜） | 26:00 - 26:30（30分） |
| 2018.01  | 現在     | 土曜日（日曜日深夜） | 24:00 -24:25（25分）  |

### スタッフ
- 総合演出：元吉健太
- 構成：北村健
- ディレクター：河合志
- AP：山口伸吾
- AD：甲本紀次、前田要
- CAM：飯田祥子
- 番組ロゴ：坂本昇太
- 技術協力：東通インフィニティー、関西東通
- プロデューサー：元吉健太（リアルム）、日比隆博（サンテレビジョン）
- 制作協力：エイベックス・エンタテインメント、スタジオS-ENGIN
- 制作・著作：リアルム、サンテレビ

### 過去のスタッフ
- 構成：城田和哉
- CAM：小出直義、髙橋彗美、石橋伸吾、藤原佑司、伊藤優二
- AD：梅谷堅人

## 出演者
- スマイル - 司会
- 大林健二（モンスターエンジン） - DJ KENZI
- 毛利大亮（ギャロップ） - DJ KELLY
- KO-TARO
- DJ黒髪のリリー

### ワチャチャでアイドルマルシェな莉樺ROOM
- 青木莉樺（SKE48）（2020年3月7日[1] - ）
- 橘すず（輝星★Cosμ’n.）
- にっぽんワチャチャ（2022年4月2日 - ）
- 春海りお（Peel the Apple）（2023年4月1日 - 2023年12月31日）
- 浅原凛（Peel the Apple）（2024年1月6日 - ）
- 叶星のぞみ（五代目KONAMON）
- 真田理希（スターダストプロモーション）

### 過去の出演者
- DAIKI
- lumina⁂twinklarity
- 煌めき☆アンフォレント
- 綺星★フィオレナード
- AIMIA（元Fiore）（2020年12月15日[2] - 2023年12月31日）